# Уилям Макгрегър
Сър Уилям Макгрегър (на английски: William MacGregor) е шотландски лекар, колониален администратор, пътешественик-изследовател, заместник-губернатор на Нова Гвинея (1895 – 1898), губернатор на Лагос (1899 – 1904), губернатор на Нюфаундленд (1904 – 1909), губернатор на Куинсланд (1909 – 1914).

## Произход и образование (1846 – 1873)
Роден е на 20 октомври 1846 година в енорията Тауи, графство Абърдийншър, Шотландия, най-големият син в семейството на Джон Макгрегър и съпругата му Агнес. Обучава се в местното училище и работи като общ работник във ферма. През април 1866 завършва средно образование в Абърдийн, а през октомври 1867 се записва в Абърдийнския университет.
На 4 октомври 1868 се жени за Мери Томсън, която ражда сина им през януари 1869. През 1872 завършва университета като доктор по медицина. След това повишава образованието си в Медицинския факултет на Единбургския университет. За кратък период е назначен като заместник-управител на Кралската психиатрична болница в Абърдийн.

## Медицинска кариера (1873 – 1888)
През февруари 1873 г., Макгрегър, заедно със съпругата си, заминава за Сейшелите, където става помощник-директор в местната болницата, а през 1874 – директор на психиатричната болница на остров Мавриций. Същата година се ражда и първата му дъщеря.
През 1875 е изпратен като главен лекар на о-вите Фиджи, като остава на този пост до 1888 г. По време на медицинската си практика на островите се бори неуспешно с епидемията от морбили, която отнема живота на над 50 хил. души. Проявява смелост и себеотрицание по време на голямо корабокрушение край бреговете на Фиджи, като самостоятелно спасява няколко души, за което е награден със златен медал от Кралското хуманитарно дружество на Австралия.
Съпругата му Мери Томсън умира от дизентерия на 9 февруари 1877 и през ноември 1883 се жени за Мери Джейн Кокс, от която има още две дъщери, родени на о-ви Фиджи.
През 1888 г. Макгрегър е назначен като главен лекар в Британска Нова Гвинея, като същевременно изпълнява и административни дейности.

## Експедиционна дейност (1889 – 1895)

### Изследвания в Нова Гвинея
В края на 80-те и началото на 90-те години на ХІХ век превръща кораба „Мери Ингланд“ в постоянна плаваща база, с който извършва редица плавания в залива Папуа и във водите на архипелага Луизиада и о-вите Тробриан.
От 1889 до 1897 провежда геоложки изследвания на вътрешните области в югоизточната част на Нова Гвинея. През 1889 се изкачва по река Ванапа (вливаща се в залива Папуа) до изворите ѝ. Покорява връх Виктория (4100 м) в планината Оуен Стенли. През 1889 – 1890 се изкачва на 1000 км по река Флай и по притока ѝ река Палмер, открита от него.
През 1893 изследва долните течения на реките Кикори и Турама, вливащи се в залива Папуа. През 1895 г., в Югоизточния полуостров, открива река Муса, вливаща се в залива Дайк Аклънд (на северното крайбрежие на полуострова). През 1896 пресича Югоизточния полуостров от север на юг, а през 1897 – от юг на север.
По време на експедициите си извършва геоложки, ботанически и етнографски изследвания.

## Дипломатическа дейност (1895 – 1914)

### Заместник-губернатор на Британска Нова Гвинея (1895 – 1898)
От 1895 до 1898 г. е заместник-губернатор на Нова Гвинея. По време на управлението си разработва ефективна система за експлоатация на местното население и „усвояване“ на естествените богатства на новопридобитата колония. За тази цел съставя кодекс от правила, регулиращи „използването труда на туземците“. Това е устав, който допуска използването на разнообразни форми за принудителен труд. Естествено, предвидените в този кодекс „ограничения“ непрекъснато са игнорирани от плантаторите и ловците на „черни птици“. Като цяло през 90-те години на ХІХ в. тези „ловни“ набези довеждат дотам, че много крайбрежни местности в южната част на Нова Гвинея съвършено обезлюдяват.
За „цивилизоването“ на местното население, като заместник-губернатор, Макгрегър се опира изключително много и на мисионерите, като поощрява тяхната дейност. Той разделя Британска Нова Гвинея на сфери на влияние на мисионерите от различните вероизповедания. Южното крайбрежие – на Лондонското мисионерско дружество, Югоизточния полуостров – на Уелското мисионерско дружество, а за католиците – остров Юл.

### Губернатор на Лагос (1899 – 1904)
От 1899 до 1904 г. Макгрегър е губернатор на Лагос в Нигерия, като организира широка кампания срещу разпространението на маларията в района – отводняване на блата и унищожаване на районите обитавани от маларийните комари, изгражда пътища и жп линии. За положените усилия в борбата с маларията през 1910 е награден с медал от Дружеството по тропическа медицина в Лондон.

### Губернатор на Нюфаундленд (1904 – 1909)
Петгодишното управление на Макгрегър на Нюфаундленд се запомня с борбата против туберкулозата и уреждането на политически споразумения относно риболовните райони около Нюфаундленд.

### Губернатор на Куинсланд (1909 – 1914)
На 2 декември 1909 г. Макгрегър е назначен за губернатор на австралийския щат Куинсланд. Спомага за откриването на първия университет в щата и става първия президент на Кралското географско дружество на Куинсланд.

## Последни години (1914 – 1919)
През 1914 г. Макгрегър се пенсионира и се прибира в родната си Шотландия. По време на Първата световна война дава ценни съвети, касаещи морски въпроси по водените военни действия в акваторията на Тихия океан.
Умира на 3 юли 1919 година в графство Беруикшър, Шотландски границии. Погребан е в родното си село.
Почетен член е на университетите в Кембридж, Абърдийн, Единбург и Куинсланд.

## Памет
Неговото име носят:
- град Макгрегър (27°34′ ю. ш. 153°05′ и. д. / 27.566667° ю. ш. 153.083333° и. д.), предградие на Бризбейн, щата Куинсланд, Австралия;
- град Макгрегър (35°13′ ю. ш. 149°01′ и. д. / 35.216667° ю. ш. 149.016667° и. д.), предградие на Канбера, Австралия.

## Трудове
- Britich New Guinea, London, 1897.